# Monty Sunshine
Monty Sunshine (9. dubna 1928 – 30. listopadu 2010) byl anglický klarinetista. Na počátku své kariéry hrál například s kapelou Crane River Jazz Band, kde vedle něj hrál například trumpetista Ken Colyer. Později spolu s Colyerem vystupoval s kapelou Chrise Barbera a je autorem klarinetového sóla v hitu „Petite Fleur“. Později si založil vlastní kapelu. Svou kariéru ukončil v roce 1998, kdy se začal zhoršovat stav jeho srdce. Zemřel v roce 2010 ve svých dvaaosmdesáti letech.